# Claudio Fäh
Claudio Fäh (* 29. März 1975 in Altdorf) ist ein Schweizer Filmregisseur, Produzent und Drehbuchautor.

## Leben
Claudio Fäh absolvierte zunächst ein Germanistikstudium. Ab 1996 fertigte er erste Kurzfilme. 1999 zog er nach Los Angeles um, Coronado war 2003 sein Kinodebüt und zugleich erster Langspielfilm. Fäh blieb in der Folgezeit überwiegend dem B-Movie-Action-Genre verhaftet. So inszenierte er zwei Fortsetzungen des Films Sniper – Der Scharfschütze. Mit dem Abenteuerfilm Northmen – A Viking Saga hatte er 2014 die Regie einer grösseren internationalen Produktion.

## Filmografie (Auswahl)
- 2003: Coronado (auch Drehbuch)
- 2006: Hollow Man 2
- 2009: The Hole – Wovor hast Du Angst? (The Hole, Produzent)
- 2011: Sniper: Reloaded (+ Produzent)
- 2014: Northmen – A Viking Saga
- 2016: Beyond Valkyrie: Dawn of the 4th Reich
- 2017: Sniper: Homeland Security (Sniper: Ultimate Kill)
- 2018: Child of the Earth (auch Drehbuch, Dokumentar-Kurzfilm)
- 2024: No Way Up